# San Juan, Batangas
San Juan là một đô thị cấp một ở tỉnh Batangas, Philippines. Theo điều tra dân số năm 2000, đô thị này có dân số 78,169 người trong 16,519 hộ.

## Các đơn vị hành chính
San Juan, về mặt hành chính, được chia thành 42 khu phố (barangay).
| - Abung - Balagbag - Barualte - Bataan - Buhay na Sapa - Bulsa - Calicanto - Calitcalit - Calubcub 1.0 - Calubcub 2.0 - Catmon - Coloconto - Escribano - Hugom | - Imelda (Tubog) - Janaojanao - Laiya-Aplaya - Laiya-Ibabao - Libato - Lipahan - Mabalanoy - Maraykit - Muzon - Nagsaulay - Palahanan 1.0 - Palahanan 2.0 - Palingowak - Pinagbayanan | - Poblacion - Poctol - Pulangbato - Putingbuhangin - Quipot - Sampiro - Sapangan - Sico 1.0 - Sico 2.0 - Subukin - Talahiban 1.0 - Talahiban 2.0 - Ticalan - Tipaz |